# Ребелс (футбольний клуб)
Ребелс Футбол Клуб або просто Ребелс (англ. Rebels Football Club) — професіональний футбольний клуб з Намібії, який представляє містечко Віндгук.

## Історія
В сезоні 2013/14 років клуб вперше в своїй історії виступав у Першому дивізіоні, але за його підсумками сезону з наступного року посів 2-ге місце та здобув право повернутися до Прем'єр-ліги. За підсумками сезону 2014/15 років команда набрала 18 очок та посіла передостаннє, 15-те, місце й вилетіла до Першого дивізіону.